# Hoplostethus atlanticus
Hoplostethus atlanticus Collett, 1889, conhecido pelo nome comum de peixe-relógio, é um peixe do oceano profundo pertencente à família Trachichthyidae (traquictiídeos), distribuída pelo leste e noroeste do Oceano Atlântico, pelo sul do Oceano Pacífico e pelo Oceano Índico.

## Anatomia
Apesar de existirem referências à captura de espécimes de maior dimensão, a espécie tem um comprimento máximo aproximado de 40 cm. Na barbatana dorsal tem de 4 a 6 espinhas e 15 a 19 raios flexíveis, enquanto que na barbatana anal tem 3 espinhas e 10 a 12 rios flexíveis. A cor é vermelho alaranjado, brilhante, com as cavidades da boca e guelras de cor azulada.

## Habitat e biologia
É um peixe batipelágico e oceanódromo, que vive sedentário junto ao substrato a uma grande profundidade, normalmente entre 400 e 900 m, normalmente nas águas frias do talude continental, nas cordilheiras oceânicas e outros relevos altos marinhos, onde vive disperso, alimentando-se de crustáceos e de outros peixes.
O crescimento é muito lento, sendo um dos peixes mais longevos conhecidos, com um espécimen capturado com uma idade de 149 anos. Sabe-se pouco sobre as suas larvas e juvenis, que habitam provavelmente em águas abissais.
A espécie é alvo de uma importante pescaria comercial, sendo amplamente comercializada na Austrália, Japão, Nova Zelândia, Europa e América do Norte, fresco ou congelado, sendo consumido frito ou assado. Os barcos de pesca localizam esporadicamente densos cardumes da espécie.